# Васильєвка (Архангельський район)
Васи́льєвка (рос. Васильевка, башк. Васильевка) — присілок у складі Архангельського району Башкортостану, Росія. Входить до складу Краснозілімської сільської ради.
Населення — 18 осіб (2010; 28 в 2002).
Національний склад:
- росіяни — 61 %